# Bezirksamt Hornberg
Das Bezirksamt Hornberg war eine von 1813 bis 1857 bestehende Verwaltungseinheit im Süden des Großherzogtums Baden.

## Geographie
Der im mittleren Schwarzwald gelegene Amtsbezirk hatte auf drei Seiten Verbindung zu benachbarten badischen Ämtern. Im Nordosten verlief die Grenze zum Königreich Württemberg, hinter der das Oberamt Oberndorf begann. Die Landschaft war bergig, das Klima galt als rau. Abseits der Hauptorte waren die Siedlungsstrukturen geprägt durch zahlreiche kleine Weiler und Einzelhöfe. Bedeutende Gewässer waren die zum Rhein führenden Gutach und Schiltach sowie die Brigach, einer der beiden Quellflüsse der Donau. Insofern verlief Europäische Hauptwasserscheide quer hindurch.

## Wirtschaft
1843 wurde von verschiedenen Arten von Getreide berichtet, die angebaut wurden, was aber nicht für den Eigenbedarf ausreichte. Von Bedeutung waren Viehzucht und Forstwirtschaft sowie die Herstellung diverser Arten von Holzprodukten, insbesondere von Uhren.

## Geschichte

### Historischer Hintergrund
Ausgehend von Burg Althornberg konnte sich im hohen Mittelalter im mittleren Schwarzwald ein Adelsgeschlecht etablieren, das sich entsprechend Freiherren von Hornberg nannte. Ihr Kerngebiet verkauften sie 1423 an die Grafen von Württemberg, die es nachfolgend in das Oberamt Hornberg umstrukturierten. Sitz der Verwaltung war Schloss Hornberg. Im Oktober 1810 schlossen das Königreich Württemberg und das Großherzogtum Baden einen Grenzvertrag, wodurch das Oberamt zu Baden kam. Dessen Regierung errichtete daraufhin das Amt Hornberg, wobei zugleich Randgebiete des Oberamtes an andere Ämter abgetreten wurden.

### Von der Gründung bis zur Auflösung
Nachdem die Aufhebung der Patrimonialgerichtsbarkeit 1813 eine einheitliche Zuständigkeit der Verwaltungsbehörden ermöglicht hatte, entstand aus dem Amt Hornberg das Bezirksamt Hornberg. Zugleich sollten die Orte Mönchweiler, Oberkirnach, Stockburg, Peterzell, Königsfeld, Weiler, Burgberg und Erdmannsweiler zum Bezirksamt Villingen umgegliedert werden. Dies geschah aber erst 1820 mit Ausnahme Peterzells, das bei Hornberg verblieb.
1857 wurde das Bezirksamt Hornberg aufgelöst. Für die Verwaltung wurde das Bezirksamt Triberg zuständig, für die Rechtsprechung, deren Zuständigkeit bis dahin auf der Ebene der Bezirksämter gelegen hatte, das neu errichtete Amtsgericht Hornberg.

## Orte und Einwohnerzahlen

### 1825
1825 wird für das Gebiet des Bezirksamtes von folgenden Orten und Einwohnerzahlen berichtet:
- Hornberg: 1049
- Brigach, mit Sommerau: 295
- Buchenberg, mit Mühllehen: 628
- St. Georgen, mit Stockwald: 870
- Gutach: 1467
- Hohenweg: 220
- Kirnbach: 889
- Langenschiltach: 449
- Peterzell: 199
- Reichenbach: 899
- Evangelisch-Tennenbronn: 675
- Katholisch-Tennenbronn: 676

### 1852
1852 lebten im Amtsbezirk 10.376 Menschen in 10 einfachen und einer zusammengesetzten Gemeinden mit einem Nebenort:
Als einfache Gemeinden:
- Brigach: 400, davon in
  - Sommerau: 149
- Buchenberg: 735, davon in
  - Mühllehen: 82
- Gutach, mit Hohweg: 2040
- Hornberg: 1340
- Kirnbach: 936
- Langenschiltach: 595
- Peterzell: 328 neu
- Reichenbach: 951
- Evangelisch Tennenbronn: 866
- Katholisch Tennenbronn: 825

Als zusammengesetzte Gemeinde:
- St. Georgen: 1360, davon im Nebenort
  - Stockwald: 534

## Weitere Entwicklung
Das Bezirksamt Triberg wurde 1924 aufgelöst, dabei kam das Gebiet des ehemaligen Bezirksamtes Hornberg zum Bezirksamt Wolfach, das 1939 in den Landkreis Wolfach umgewandelt wurde, auf. Im Zuge der Kreisreform Anfang 1973 wurde er aufgeteilt, dabei wechselten Hornberg und Umgebung zum Ortenaukreis. Der Südosten rund um St. Georgen ging einen anderen Weg. Er führte 1864 vom Bezirksamt Triberg zum Bezirksamt Villingen, 1939 zum Landkreis Villingen und 1973 zum Schwarzwald-Baar-Kreis.

## Übergeordnete Behörden
Die, im Rahmen der Verwaltungsgliederung des Landes, übergeordnete Behörde war zunächst der Donaukreis, ab 1819 der Kinzigkreis und ab 1832 der Oberrheinkreis.

## Leiter der Verwaltung
Die Leitung der Verwaltung, mit unterschiedlichen Titeln, hatten inne:
- 1813 bis 1819 Gustav Friedrich Jägerschmidt
- 1819 bis 1832 Karl Ludwig Barck
- 1832 bis 1836 Karl Ludwig Böhme
- 1836 bis 1839 Christian Bernhard Gockel
- 1839 bis 1842 Wilhelm Bausch
- 1842 bis 1847 Maximilian Waag
- 1848 bis 1851 Gustav Lindemann
- 1851 bis 1855 Ludwig Sachs
- 1855 bis 1857 Gustav Jägerschmidt